# Бенджамин Лайнус
Бе́нджамин (Бен) Ла́йнус (англ. Benjamin Linus) — персонаж телесериала «Остаться в живых». Основной антагонист на протяжении большинства сезонов. Являлся лидером группировки «Других».
Бен попал на остров, будучи ещё ребёнком, со своим отцом Роджером, который получил работу разнорабочим в DHARMA Initiative. Позже, во время войны с уроженцами острова (Другими), Бен перешёл на их сторону и помог истребить членов DHARMA Initiative включая собственного отца в ходе операции «Чистка». Через некоторое время после этого Бен стал лидером «Других». Незадолго до авиакатастрофы рейса Oceanic 815 обнаружилось, что у него развилась опухоль позвоночника и без операции он умрёт. Был свидетелем катастрофы Oceanic 815, тщательно скрывал Остров от внешнего мира.
Бен чаще всех подвергался избиению на протяжении сериала.

## До крушения

### Вне острова
Бен Лайнус родился 19 декабря 1964 года (однако в 16 серии 5-го сезона Бен упоминает, что по знаку зодиака он — рыбы, следовательно, он не мог родиться в декабре, кроме того, момент родов, показанный в одной из серий, не похож на декабрь), в начале третьего триместра беременности его матери Эмили. Его отец Роджер и мать Эмилия Лайнус путешествовали пешком по лесу в 32 милях от Портленда, штат Орегон, когда у неё начались схватки. Роды прошли тяжело, и в результате Бен выжил, но Эмилия умерла. Последними словами Эмилии была просьба, чтобы Роджер назвал ребёнка Бенджамином («Человек за ширмой», 20-я серия 3-го сезона).

### СDHARMA Initiative
Бен попал на остров в начале 1970-х, когда ему было около десяти лет: его отец Роджер устроился в организацию DHARMA Initiative. В тот период на острове кипела бурная научная деятельность, но отец Бена, вопреки своим ожиданиям, получил форму простого разнорабочего-уборщика. Он был зол и разочарован. Роджер много пил и ненавидел своего сына, обычно он забывал о его дне рождения, объясняя это тем, что не мог радоваться в день, когда Бен убил его жену своим преждевременным рождением.
Однажды, во время урока о вулканической деятельности (здесь был упомянут спящий на острове вулкан), на Дхарму была проведена вооружённая атака. Бен был шокирован внезапным нападением, но учитель и дети, кажется, привыкли к этому. Это было первое столкновение Бена с местными жителями - «Другими», которые обитали на острове ещё до прибытия туда учёных из Дхармы. Той ночью Бен увидел за окном свою мать.
На острове Бен подружился с девочкой по имени Энни. Она подарила Бену самодельную деревянную игрушку на день его рождения, похожую на неё, и забрала себе ту, которая была похожа на Бена. Игрушки символизировали их неразрывную дружбу. Она сказала, что они теперь никогда не будут далеко друг от друга. (Бен сохранил игрушку и смотрел на неё в свой день рождения уже в 2004 году.) Ночью он вернулся домой поздно, его отец был пьян, он спал на диване и, как всегда, забыл про день рождения сына. Бен смотрел на отца со слезами на глазах. Он выбежал из дома и побежал к звуковой ограде. Там он снова увидел мать. Бен хотел пробежать через ограду, но Эмили его остановила, сказав, что время ещё не пришло. Она ушла обратно в джунгли, а Бен убежал домой.
Некоторое время спустя Бен собрал все свои вещи и отправился к ограде снова. Он узнал код и отключил защиту и, чтобы удостовериться в безопасности, пустил своего кролика первым. Всё сработало, и Бен побежал в джунгли, на поиски матери. Он встретил Ричарда Алперта, который посоветовал ему вернуться домой, пока его люди не устроят поиски. Бен рассказал ему о матери, которая умерла вне острова, о том, как он ненавидит Дхарму, и попросил взять его с собой. Ричард обещал, что это может случиться, если он будет очень терпеливым.
Годы спустя мы видим Бена, надевающего комбинезон разнорабочего-уборщика Дхармы. Он работает с отцом. Бен сопроводил отца до станции снабжения «Жемчужина», им нужно привезти туда ящики с пивом. Роджер уже в который раз забыл о дне рождения сына. Однако Бен согласился провести время с отцом и выпить пива. После работы они приехали на утёс, где и остановились  (через 27 лет их машину и содержимое найдет Хёрли). Бен рассказал отцу о своих чувствах, которые он испытывает, когда Роджер обвиняет его в смерти матери, после чего надевает противогаз, а в машине выпускает смертельный газ. Бен в сговоре с противниками Дхармы устраивает «Чистку» (предположительно, при помощи отравляющего газа со станции «Буря»), в результате чего все сотрудники DHARMA Initiative погибли, а Другие обосновываются в рабочем поселке.

### Среди Других
Бен продолжал жить на острове. Каким-то неизвестным образом он стал предводителем «Других», возможно, потому что являлся единственным человеком, который мог разговаривать с Джейкобом. В пятом сезоне выяснилось, что Бен не только не разговаривал с Джейкобом, но и даже никогда его не видел. Бен привёз на остров много людей, и всем он говорил, что был рождён тут (возможно, для большей убедительности).
Бен имел возможность совершать поездки вне острова. В одно из таких путешествий он был сфотографирован кем-то неизвестным, и эта фотография оказалась в руках Майлза, прибывшего на остров с целью взятия в плен Бена и доставки его Уидмору (отцу Пенни, «Признаны погибшими», 2-я серия 4-го сезона). Кроме того, Саидом была обнаружена секретная комната в доме Бена, где он хранил различную валюту и поддельные паспорта разных стран. Мотивы и деятельность Бена вне острова остаются тайной («Экономист», 3-я серия 4-го сезона).
При сомнительных обстоятельствах он стал приёмным отцом Алекс (дочь француженки Даниэль Руссо и Роберта). Он растил её с младенчества и говорил ей, что её мать умерла. Он очень заботился об Алекс, и, когда та повзрослела и влюбилась в Карла (похоже, единственного Другого на острове её возраста), Бен не одобрил их отношений из-за опасности Алекс забеременеть, так как беременные умирают на острове. Он, в конечном счёте, заключил Карла в тюрьму и попытался промыть ему мозги в «Комнате 23», чтобы закончить их отношения.
Неизвестно, был ли Бен когда-либо женат. В одном эпизоде Харпер Стэнхоуп, врач Других, упомянула неопределённую «её», которая, возможно, была в отношениях с Беном в прошлом, но контекст заявления Харпер был несколько неоднозначен («Соперница», 6-я серия 4-го сезона).
Примерно за три года до крушения рейса 815 Бен привёз на остров Джульет, которая должна была помочь решить проблемы с беременными женщинами Других. Когда она не смогла ничего сделать, то попросила Бена отпустить её домой, так как там осталась её беременная сестра. Но Бен отказал, ссылаясь на вернувшийся рак её сестры, и что Джейкоб поможет с лечением в обмен на работу на острове. Позже становится всё более и более понятно, что Бен был влюблён в Джульет и это было одной из причин, почему её не хотели отпускать с острова. Когда Бен понял, что Джульет встречается с Гудвином, он стал чрезвычайно ревнивым, настолько, что даже Харпер, жена Гудвина, начала бояться за безопасность своего мужа («Соперница», 6-я серия 4-го сезона).
За несколько дней до крушения у Бена начались боли в спине, и Джульет, сделав ему рентген, диагностировала опухоль в позвоночнике. Он был шокирован, ему казалось, что на острове невозможно заболеть. Это дало повод Джульет сомневаться в словах Бена об исцелении её сестры («Одна из нас», 16-я серия 3-го сезона).

## После крушения
22 сентября 2004 года был обычный день, Бен не пошёл в книжный клуб, заседание которого устроила Джульет у себя дома, из-за их размолвки. Однако он выбежал на улицу вместе со всеми, почувствовав землетрясение. У них на глазах произошло крушение Рейса 815. Немедленно Бен взял инициативу в свои руки и приказал Гудвину и Итану внедриться в лагеря выживших, слушать внимательно, никуда не вмешиваться, но принести ему списки через три дня. Среди всего этого хаоса Бен увидел Джульет, прижавшую к груди книгу Стивена Кинга, и беспечно заметил, что, скорее всего, исключён из клуба книголюбов («Повесть о двух городах», «Одна из нас», «Соперница»).
Позже Бен просит Джульет пойти с ним с целью развеять её сомнения в его силах. Они идут на станцию «Пламя», там их ждёт Михаил Бакунин (сотрудник Дхармы, поддерживающий связь с внешним миром). Он рассказывает Бену, что начал собирать информацию по пассажирам с упавшего самолёта. Потом он организовывает прямое включение с Ричардом Алпертом, который находится в США. Он в камеру показывает сегодняшнюю газету, а затем показывает сестру Джульет — Рэйчел, которая играет со своим ребёнком. Джульет понимает, что Бен не врал ей. Она вновь попыталась уговорить его отпустить её домой, потому что продолжение её работы на острове стало невозможным. Но Бен отказался её слушать и сказал, что на самолёте могут быть беременные и необходимо продолжить исследование («Одна из нас», 16-я серия 3-го сезона).
Три недели спустя Бен пригласил Джульет к себе под предлогом званого обеда, но оказалось, что это встреча только для двоих. Бен благодарил её за то, что она так добра с Заком и Эммой, на что Джульет возмутилась, должны ли они быть с ними, а не с их матерью в Лос-Анджелесе? Но Бен ответил, что они были в списке «и кто мы такие, чтобы задавать вопросы по поводу тех, кто в списке». Идиллическая атмосфера вечера была нарушена Джульет, когда она заговорила о Гудвине. Бен, стараясь вызвать ревность в Джульет, намекнул на романтические отношения Гудвина с Аной-Люсией. А в заключение он сказал: «Нет никакой причины у Гудвина спешить назад, но его задание будет скоро закончено».
Позже Бен посетил Джульет в её лаборатории, где она читала дело Джека, собранное Михаилом. Бен явно был чем-то занят и не выразил особого восторга, когда узнал, что Джек нейрохирург и специализируется на опухолях. Он сказал ей, что Том и Пиккет следили за оставшимися в живых и кое-что нашли, и привёл её к мёртвому телу Гудвина, всё ещё нанизанному на палку, которой его и убила Ана-Люсия. Рыдая, Джульет спросила, зачем он всё это делает. И ответ Бена её испугал и насторожил, он сказал, что «после того, что я сделал, чтобы привезти тебя и удержать на острове, как можешь ты не понимать, что ты — моя» («Соперница», 6-я серия 4-го сезона).
Спустя 44 дня после крушения с плота, построенного Майклом, Джином и Сойером, Другими под предводительством Тома, был похищен Уолтер Ллойд. Его отвезли на другой остров, на станцию «Гидра», где он побывал в «Комнате 23» по приказу Джейкоба. Пока Уолт был в комнате, он проявил свою силу — все птицы вокруг того места умерли, что очень испугало Других и Бена (мобизод «Комната 23»).
9 ноября 2004 года Бен с Джульет отправились на станцию «Жемчужина». Они наблюдали за Джеком посредством мониторов, и Бен рассказал о своём плане. Он сказал, что заставит Джека сделать ему операцию таким же способом, как он заставляет и остальных: используя эмоциональные привязанности. Также Бен отметил, что Майкл поможет им обмануть Джека, Кейт и Сойера. Они ушли, так и не заметив, что их подслушивал Пауло, оставив рацию, которую Пауло затем принёс в лагерь.
Бен отправился осуществлять свой план в тот же день. На станции «Лебедь» Майкл получил своё первое сообщение, якобы от Уолта. Он получил ещё одно сообщение днём позже и затем был пойман в джунглях 12 ноября.

### 2 сезон (дни 58—67)
Бен направился в лагерь оставшихся в живых. Однако по дороге он попал в одну из ловушек, расставленных Даниэль Руссо, возможно, даже специально. Руссо передала его Саиду 18 ноября 2004 года. Она выстрелила в Бена из арбалета, когда он пытался бежать. После этого он стал заключённым в оружейном складе в бункере на станции «Лебедь». Даниэль сказала, что он будет лгать очень долго, прежде чем передала его Саиду для того, чтобы тот выбил из него правду.
Будучи заключённым, Бен назвался Генри Гейлом, богатым шахтёром из штата Миннесота, который вместе со своей женой Дженнифер потерпел крушение, когда они летели на воздушном шаре. Саид и Локк не верили его словам, хотя Джек был склонен поверить ему. «Генри» утверждал, что его жена погибла от какой-то странной болезни, такой версии он придерживался на протяжении всего допроса Саида. Все трое (Саид, Локк и Джек) решили не говорить остальным о пленнике, хотя Саид всё же рассказал о нём Чарли. Немного позже об этом узнали Мистер Эко и Ана-Люсия («Один из них», 14-я серия 2-го сезона).
Эко, который, казалось, верил, что Бен один из Других, всё же потребовал конфиденциального разговора с ним. Тогда он рассказал Бену, что в первые дни на острове убил двух из Других и очень сожалеет о содеянном. Бен мог слышать, что происходит в бункере, и поэтому знал о конфронтации между Джеком и Локком. Используя это, он попытался управлять Локком («Декретный отпуск», 15-я серия 2-го сезона).
В доказательство своей истории Бен нарисовал карту, где показал, как добраться от станции «Лебедь» до воздушного шара и могилы его «жены» Дженнифер. Саид, Ана-Люсия и Чарли отправились по карте до места, точно описанного Беном. После того как группа ушла, Джек и Локк позволили Бену выйти из оружейного склада и нормально позавтракать. Он вновь пытался убедить их, что он не враг. («Вся правда», 16-я серия 2-го сезона).
В тот же день, позже, в бункере Локк оказывается заперт за взрывоустойчивыми дверьми. Он прибегает к помощи Бена, чтобы приподнять одну из них. Локк пытается пролезть под ней, но ему придавливает ноги, и он не может выбраться. Он говорит пленнику, что тот должен через вентиляцию пробраться в комнату с компьютером, ввести код и нажать кнопку. Как сказал потом Бен, он не нажимал кнопку, но сирена всё же прекратилась, и дверь поднялась. Дверь сломала Локку ногу, Бен ухаживал за ним до возвращения Джека и остальных. Саид рассказывает, что они нашли шар и могилу, что он раскопал могилу, а там была не «Дженифер», а мужчина, настоящий Генри Гейл («Взаперти», 17-я серия 2-го сезона). После чего Саид хотел казнить Бена, но Ана-Люсия остановила его. После очередного допроса Бен сознался, что знает Тома, однако он сказал: «Он никто! Никто по сравнению с Ним, истинным лидером Других». Затем, в качестве протеста, Бен отказался есть, пить и говорить в течение двух дней. Кроме этого, он заметил, что Другие никогда не отдадут им Уолта в обмен на него, и заставил Локка сомневаться в необходимости нажимать на кнопку («Дейв», 18-я серия 2-го сезона).
Позже Бен чуть не задушил Ану-Люсию, обвиняя её в убийстве своих, ему помешал Локк, решивший ничего не говорить об этом инциденте Джеку. Позже Ана-Люсия пытается убить Бена, но не может, она отдает пистолет вернувшемуся Майклу. Тут же Майкл стреляет в Ану-Люсию и случайно зашедшую Либби и освобождает Бена в замен на свободу для себя и сына («Дорога для двоих», 20-я серия 2-го сезона).
Во время обмена Уолта на 4 выживших на пирсе Pala Ferry становится понятно, что именно Бен был лидером Других. («Живём вместе, умираем в одиночестве», 23-я серия 2-го сезона).

### 3 сезон (дни 68—91)
Другие перевезли Джека, Кейт и Сойера на станцию «Гидра» на другом острове. Там Бен разделил их и подверг разным испытаниям. Сначала он дал Кейт привести себя в порядок и отужинать с ним на берегу океана, на вопрос зачем он это делает, Бен сказал: «Теперь для тебя настанут трудные времена». Кейт и Сойер содержались в клетках для белых медведей и работали на добыче камня для постройки ВПП, а Джека поместили в аквариум для акул и дельфинов. Бен наблюдал за их действиями через камеры наблюдения. Таким образом, он всегда был в курсе событий и мог удостовериться, что всё идёт согласно его плану. Когда одна из Других — Колин, доложила Бену, что Саид нашёл их декоративную деревню и у него есть яхта, он приказал забрать яхту.
Бен начал психологическую обработку Джека с того, что представился ему и сказал, что родился на острове и провёл тут всю свою жизнь. Он предоставил Джеку доказательства того, что у них есть связь с внешним миром, и предложил сотрудничество в обмен на возвращение домой («Стеклянная балерина», 2-я серия 3-го сезона).
Подавляющий контроль Бена стал ещё более очевиден, когда он прервал беседу Джека и Джульет, приказав ей помочь ему. Когда Сойер во второй раз попытался совершить побег из клетки, Бен проявил другую сторону своего характера — агрессивность. План Сойера был прост: он создал лужу перед камерой, и хотел сделать разряд тока, когда к нему кто-нибудь подойдет. Но план провалился, потому что Бен знал обо всём заранее и отключил электричество. Затем он спросил Сойера, какой у него возраст и вес, после чего приказал избить его до потери сознания. Когда Сойер пришёл в сознание, Бен объяснил, что ему ввели стимулятор сердцебиения, и если его пульс превысит 140 ударов в минуту, его сердце остановится. А если он расскажет об этом кому-нибудь ещё, то же самое они сделают с Кейт. Спустя некоторое время Бен предложил Сойеру прогуляться и рассказал, что никакой кардиостимулятор ему не устанавливали, а часы всего лишь измеряют пульс. Целью этого спектакля было «подобрать ключик» к Сойеру; кроме того, Бен показал ему, что они находятся на другом острове, и пути к бегству отрезаны. В это время Джеку, как бы случайно, попались на глаза рентгеновские снимки с опухолью Бена. («Каждый сам за себя», 4-я серия 3-го сезона).
Ночью Бен взял Джека на похороны Колин, тело которой отправили в океан на горящем каноэ. По пути Джек сказал, что знает про опухоль. Бен притворился, что не понимает, о чём говорит доктор. Но позже Бен рассказал Джеку о плане сломить его. Ссылаясь на религиозность, Бен рассказал, как спустя два дня после подтверждения диагноза хирург по спинному мозгу упал с небес. Джульет уговаривает Джека согласиться на операцию, а сама в это время тайно просит Джека убить Бена во время операции, выдав это за несчастный случай. («Цена жизни», 5-я серия 3-го сезона).
Джек отказывался от проведения операции, даже когда к нему привели Кейт и она сказала, что они убьют Сойера. Вскоре Джек совершил попытку побега и «совершенно случайно» оказался в комнате наблюдения, где увидел на мониторе Кейт и Сойера вместе. Это и был настоящий план Бена. Расчёты Бена были верны, и озлобленный Джек согласился на операцию, лишь бы только убраться с острова. Во время операции Джек надрезает почку Бена, рассказывает всем о плане Джульет и приказывает отпустить Кейт и Сойера. Вдруг Бен отходит от наркоза и разговаривает с Джульет наедине. После чего та помогает сбежать пленным, а Джек завершает операцию («Я согласна», «Не в Портленде»).
Джека посадили в бывшую клетку Сойера, а Джульет — в аквариум. У клетки Джек встречает Сьюзен (стюардесса из хвостовой части самолёта, которую похитили Другие ещё в первые 48 дней) и похищенных детей. Они идут на казнь Джульет. У Бена после операции началось заражение швов, и Джек предлагает свою помощь в обмен на жизнь Джульет. В качестве наказания Джульет поставили на спину клеймо. Вместе с Джеком и остальными Другими Бен, теперь находящийся в инвалидном кресле, возвращается «домой», на другой остров, так как станция «Гидра» была рассекречена после побега Кейт и Сойера («Чужак в чужой стране», 9-я серия 3-го сезона).
Примерно в это же время Бен узнаёт, что Чарльз Уидмор наконец нашёл местоположение острова. Он посылает Тома в Нью-Йорк, чтобы найти Майкла и сделать его своим шпионом на судне Уидмора, отплывающем с Фиджи. Он просит Майкла составить список людей на корабле и передать ему по рации, а также вывести из строя радиорубку.
Кейт, Саид, Локк и Руссо прибывают к поселку Других для спасения Джека, однако они видят, что Джек не нуждается в спасении. Группу обнаруживают. Манипулируя Локком, Бен подталкивает его к взрыву подводной лодки. В результате этого обещанное Джеку и Джульет отплытие сорвалось, а Бен при этом не нарушил своего слова и сохранил лицо перед Другими. Бен обещает раскрыть тайны острова Локку, в качестве доказательства он показывает связанного Энтони Купера — отца Джона («Человек из Таллахасси», 13-я серия 3-го сезона).
Бен по непонятным причинам уводит Других из деревни. Они берут с собой Джона Локка. Бен даёт задание Джульет внедриться к выжившим и найти там беременных. Другие разбивают палаточный лагерь на поляне. Бен говорит Локку, что он должен убить своего отца, чтобы избавиться от страха перед ним и чтобы отомстить. Локк не может убить отца на глазах почти у всех Других. Бен говорит, что Локк разочаровал его и что он ещё не готов. Немного погодя Бен слушает запись Джульет на диктофоне о беременности Сун. Утром Другие уходят дальше, но теперь уже без Локка и его отца. Локк может вернуться в лагерь Других, только убив отца. Позже Ричард рассказывает Локку о плане Бена: тот хотел разубедить Других в том, что Локк особенный. Ричард предлагает Локку воспользоваться услугами Сойера и дает его досье.
Два дня спустя, очередной день рождения Бена, он понимает, что запись, переданная Джульет из станции «Посох», пропала. Внезапно в лагерь приходит Локк с трупом отца на плече, и настроен он весьма решительно, Локк хочет знать все тайны острова. Бен говорит, что самый главный — это Джейкоб. Он отдаёт всем приказы через Бена, который единственный может с ним общаться. В тот момент, когда Локк настаивал на встрече с Джейкобом, в лагерь прибегает Михаил Бакунин, который рассказывает про Наоми Доррит, упавшую на парашюте на остров. Но Локк не намерен отступаться от своего интереса, и Бенджамин соглашается. Пока они собираются, Алекс даёт Локку пистолет. Бен приводит Локка к дому в джунглях, по его словам, это дом Джейкоба. Бен просит Локка не пользоваться фонариком. Но внутри никого нет, Бен подходит к креслу-качалке и разговаривает с кем-то невидимым. И когда Локк решает, что Бен либо его дурачит, либо сумасшедший, и уже идёт к выходу из дома, он внезапно слышит слова: «Помоги мне». Локк включает фонарик, дом начинает трясти, летят предметы, Бена отбрасывает к стене. После хижины Бен повёл Локка к яме с кучей скелетов в рабочей форме Дхармы. Это люди, которых предал Бен во время операции «Чистка», о которой он рассказывает Локку. Бен стреляет в Локка и оставляет его в этой яме с ехидным замечанием, что, возможно, ему поможет Джейкоб. («Человек за ширмой», 20-я серия 3-го сезона).
Бен, вернувшись, приказал Тому и Райану Прайсу собрать десять человек и идти в лагерь на пляже, объяснив, что так хочет Джейкоб. Алекс волнуется за Локка. Вечером ему сообщают, что на станцию «Зеркало» попал Чарли. Бен посылает Михаила убить Чарли. Том с пляжа сообщает по рации, что выжившие устроили западню и 7 человек из Других погибли. Они берут в плен оставшихся на пляже Саида, Бернарда и Джина. Бернард раскололся и рассказал, что они с парашютисткой отправились к вышке. Бен, взяв с собой Алекс, отправился за сбежавшими, оставив Других в лесу. Пока они шли, Бен рассказал, что ведёт девушку в её новую семью, потому что она предала его. Бен и Алекс догоняют группу Джека, и Бен говорит с Джеком наедине. Бен сообщает Джеку, что Наоми не та, за кого себя выдаёт, и просит отдать спутниковый телефон, иначе все на острове погибнут. Бен представляет Джеку, что его друзей на пляже убивают. Джек избивает Бена. Они возвращаются к группе, Бен представляет Алекс её матери — Руссо. Когда группа дошла до вышки, Бен (привязанный к дереву) несколько раз пытается отговорить Джека от звонка. Выжившие пытаются связаться с кораблем по спутниковому телефону, но появляется Локк и кидает кинжал в спину Наоми («Избранное», «В Зазеркалье»).

### 4 сезон (дни 91—100)
Когда Джек связался с кораблём, Наоми уползает. Бен замечает это, но никому не говорит. Джек берёт его с собой на поиски Наоми, чтобы он не сбежал, Бен говорит Джеку, что Кейт пошла правильным путём для поисков Наоми. Когда выжившие делятся на два лагеря, Бен идет с Локком, так как знает, что люди на корабле приехали чтобы его убить. Когда группа Локка нашла Шарлотту, прыгнувшую с вертолета «спасателей», он сразу стал планировать её убить, и, украв пистолет, он дважды выстрелил в неё, однако, она была в бронежилете. Когда за это Джеймс и Локк хотели его убить, он рассказывает всё, что знает о Шарлотте. По её лицу становится ясно, что это правда. Все это ему известно, потому что у Бена есть шпион на корабле (Официально погибшие).
Они оставляют его в живых и идут вместе с ним в деревню Дхармы, а там запирают его в комнате отдыха. Когда к ним приходят Саид, Майлз и Кейт к нему подсаживают Саида. Потом Локк переводит Бена в подвал и приносит ему еду. Кейт приводит к Бену Майлза, и тот просит у Бена З,2 млн $, тогда он скажет заказчику, что Бен погиб. Бен обещает рассказать Локку всё о том, кто послал корабль, а взамен Локк должен будет его освободить. Локк согласен, и Бен показывает ему запись, где некий Чарльз Уидмор избивает человека, который работает на Бена, желая узнать местонахождение острова. Уидмор послал корабль, чтобы схватить Бена. Локк отпускает Бена и тот идет в жить в свой дом (Другая женщина). На собрании, которое устроил Локк, выясняется, что Бена заберут любой ценой, а остальных убьют. Также Бен говорит, что его шпион на корабле — это Майкл Доусон. После собрания Бен предлагает Алекс, Руссо и Карлу идти в самое безопасное место на острове — в Храм — и даёт им карту, как туда добраться (Знакомьтесь — Кевин Джонсон).
К Бену приходит Локк и Сойер и спрашивают, что такое «Код 14J», который они услышали по телефону. Бен достает из-под стула дробовик и баррикадирует дом. Оказывается это код, который Алекс ввела в охранную систему деревни, чтобы оповестить о приходе врагов (в свою очередь, люди с корабля во главе с боевиком Мартином Кими уже убили Карла и Руссо, а Алекс взяли в плен, т.к. она дочь Бена). Дом Клер подрывают, Сойер находит её под обломками и под обстрелом несёт её в дом к остальным. Бен не впускает их в дом, однако, остальные выбивают окно и затаскивают друзей во внутрь. Приходит Майлз и говорит, что у них Алекс. Кими по рации шантажирует Бена убийством дочери. Бен думает, что тот блефует и кричит, что она ничего для него не значит и она ему не родная. Однако, Кими все равно убивает Алекс, что явно очень шокировало Бена. Со словами: «Он нарушил правила», Бен скрывается в потайной комнате. Там, зайдя в ещё одну секретную дверь, он вызвал дымового монстра. Дымовой монстр нападает на наёмников, а островитянам удается убежать в джунгли. Бен успевает проститься с дочерью.
Группа снова делится: Локк и Бен идут к Джейкобу, а остальные отправляются на пляж. Однако, Локк принуждает Хёрли остаться, так как тот знает, где хижина Джейкоба (Перспективы бедущее).
Локк приводит Бена и Хёрли к братской могиле Дхармы, Бен говорит Хёрли, что убить коллег было не его решением. Хёрли находит хижину. Джейкоб велит Джону Локку передвинуть остров. (Лихорадка в хижине). Бен говорит, что им надо идти к станции «Орхидея». С помощью зеркала Бен посылает сигналы на гору, откуда ему отвечают.
Хёрли возвращается к друзьям, а Локк и Бен прячутся на станции и наблюдают за засадой боевиков. Бен поручает Локку спуститься на станцию, а он сам в это время отвлечет боевиков. Кими ведёт Бена к вертолёту, к ним прибегает Кейт, за которой гоняться Другие. Кими отправляет своих людей на разведку, но Другие их всех убивают, а Кейт и Бену удается сбежать. На Кими нападает Саид и Ричард. Бен отпускает выживших, а сам спешит на Орхидею.
На станции Бен включает Локку видеофильм-инструкцию к станции, а сам загружает металлические предметы в камеру для путешествий во времени. На станции появляется Кими, на нём бронежилет и «датчик мертвеца» (если пульс Кими замедлится, на корабле сработает детонатор и все погибнут). Однако это не останавливает Бена и он убивает Кими ножом. Локк пытается спасти Кими, но безуспешно (в итоге корабль взрывается; кроме экипажа там погибает Майкл, а до 5 сезона считается погибшим Джин).
Бен запускает установку, та взрывается и образует дыру в стене. Он идет внутрь, а Локка отправляет к Другим. В глубине земли Бен крутит гигантский замороженный штурвал, из которого льется слабый свет, с каждым шагом Бена свет усиливается, пока не озаряет все вокруг, что замечают даже люди, спасшиеся с корабля (Нет места лучше дома).

## После острова
Замороженное колесо перемещает Остров в пространстве и времени. Бен телепортируется в Тунис. Позже он приезжает в Ирак, чтобы связаться с Саидом. На похоронах Надии — жены Саида, он замечает слежку за ним. Это Ишмаэль Бакир, Бен говорит Саиду, что он работает на Уидмора и что это он убил Надию. Бен манипулирует Саидом и делает его своим киллером (первым неосознанным заданием стал Бакир). Бен посещает Уидмора в Лондоне и говорит, что убьёт его дочь — Пенни, и тогда он пожалеет, что нарушил правила.
В ветеринарной клинике Бен обрабатывает рану Саида после очередного задания. Бен Лайнус встречается с Саидом после последнего заказа и говорит, что Андропов был последним и теперь Саид свободен.
Бен пытается подобраться к Локку, спасает его от самоубийства и просит вернуться на Остров. Локк говорит, что Джин жив, и просил не возвращать туда Сун. После этого Лайнус душит Локка, обставляет это как самоубийство, берёт кольцо Джина и уходит. Он приезжает в Доминиканскую республику к Саиду и сообщает о смерти Локка. Он снова манипулирует Саидом и настаивает спасти Хёрли из психбольницы. Бен встречается с Джеком в похоронном бюро у гроба Локка и обещает собрать Шестёрку Ошеаник и вернуться на Остров, но для этого надо взять с собой и тело Локка.
Бен приезжает к сбежавшему Хёрли и уговаривает его вернуться на остров, но Хьюго сдаётся полиции. Бен приходит в церковь к Элоиз Хоукинг, та сообщает, что у него всего 70 часов, иначе неизвестно, что получится. Саид, Бен, Джек и Кейт встречаются на пристани. Кейт понимает, что это Бен хотел отнять у неё Аарона. Появляется Сун, она хочет убить Бена, но он говорит, что Джин жив. Сун соглашается вернуться на остров к Джину. К группе присоединяется Дезмонд. В церкви, куда Бен всех приводит они встречают Элоиз Хокинк. Она ведет их на станцию «Фонарь», предназначенную для определения координат Острова.
Позже Бен звонит Уидмору с причала Лонг-Бич и говорит, что возвращается на остров сегодня, а также что нашёл Пенни и сейчас убьёт её. Он стреляет в Дезмонда и хочет выстрелить в Пенни, но из каюты появляются сын Дезмонда и Пенни, Бен медлит. Дезмонд нападает на Бена и сбрасывает в воду. Однако Бен все же успевает на самолёт рейса 316 и попадает с остальными на Остров.

## После возвращения

### Сезон 6
Когда Френк Лапидус посадил самолёт на остров Гидры, Бен пошёл к берегу, чтобы уплыть на главный остров. Он говорит, что Джин там и им надо туда. Сун оглушает Бена веслом и уплывает с Френком. Очнувшись, Бена встречает воскресший Локк. Они идут к монстру, так как Бен нарушил правила, вернувшись на Остров. Бен приходит на пляж к новым выжившим.
Бен объясняет Локку, что он убил его, потому что только так можно было вернуть Шестёрку на остров. Локк говорит, что поможет Бену предстать перед судом монстра. Они собираются уплыть, а когда Цезарь мешает им, Бен убивает его из ружья, которое у него же и выкрал.
Они прибывают на главный остров и идут к дому Бена. Локк понимает, что Бен хочет предстать перед судом из-за Алекс. Бен заходит один в свой дом и встречает там Сун и Лапидуса, которые показывают ему фото новичков ДХАРМы за 1977 год. Бен опять пошёл в потайную комнату и опустошил маленький колодец. Приходит Локк, и Бен говорит, что монстр ещё не появился, Локк говорит, что надо пойти самим к нему.
Бен, Сун и Локк собираются и идут к стене Храма. Под Храмом Бен признаётся Локку, что он прав на счет Алекс, и говорит, что дальше он пойдёт один, но вдруг пол проваливается. Когда Локк уходит за помощью, появляется монстр, окружает Бена и показывает ему фрагменты из его прошлого про Алекс (Уидмор говорит убить Алекс; Бен качает Алекс на качелях; Алекс говорит Бену, чтоб он сдох; как её убивает Кими), потом монстр исчезает, и появляется «Алекс». Бен извиняется перед ней и говорит, что это он виноват, она соглашается, припирает его к стене и говорит, что знает, что он хочет опять убить Локка. Бен обещает, что не тронет Локка и «Алекс» исчезает. Появляется Локк и спасает Бена. Он говорит, что монстр позволил ему жить.
Бен, Сун и Локк приходят в лагерь Других на берегу. Бен знакомит Сун с Ричардом. Локк собирается к Джейкобу, но Бен не хочет его вести, однако Ричард предлагает свою помощь Локку, так как он лидер. Спустя время Ричард соглашается с Беном и сомневается в Локке. Сун спрашивает, кто такой Джейкоб. Бен говорит, что он главный на Острове.
Когда они останавливаются в бывшем лагере выживших, Бен сознаётся Локку, что тогда в хижине разговаривал с пустым креслом, но был удивлён, когда вещи стали летать по комнате. Он говорит, что ему тогда было стыдно, что он никогда не видел Джейкоба.
Локк с Беном заходят в проём под статуей, Локк говорит Бену, что всё изменится, когда Джейкоб умрёт, и даёт ему нож. Они заходят в комнату с костром посередине, и из разговора Локка с Джейкобом Бен понимает, что они встречались ранее. Бен расстроен почему 35 лет он жил в неведении, а Локку так легко удалось добиться встречи с Джейкобом, после чего он убивает Джейкоба. Бен удивлен, почему тот не защищался.
Когда Бен выходит на пляж, Ричард показывает ему тело Локка, которое принесли Илана и её люди. Бен с удивлением смотрит на тело Локка. Люди Иланны и Бен идут обратно под статую, где появляется чёрный дым и начинает всех убивать, Бен прячется. Потом дым исчезает, и появившийся Локк просит прощения у Бена, что он видел его таким. Бен понимает, что Локк — это дымовой монстр.
Локк забирает Ричарда, Бен остаётся с Иланой и врет на счёт убийства Джейкоба: он говорит, что его убил монстр. Бен, Сун, Френк и Илана несут тело Локка на кладбище выживших, чтобы похоронить. После похорон Илана говорит Бену, что Лже-Локк больше не сможет изменить свой облик и останется в теле Локка. Бен признаётся, что именно он убил его.
В Храме Бен стал свидетелем убийства Догена Саидом. Бен пытается позвать Саида с собой, но пугается его и догоняет в лесу группу Иланы. По просьбе Иланы Майлз связывается с Джейкобом и говорит всем, что Бен убил Джейкоба. Илана привязывает Бена к дереву и говорит, чтобы он копал для себя могилу. Бен просит помощи у Майлза, тот отказывает ему и говорит, что Джейкоб до последней минуты надеялся, что ошибся насчёт Бена.
На пляж приходит Локк и говорит, что уходит и хочет оставить Бена главным на острове после своего ухода. Локк дает ему возможность сбежать от Иланы, что и получается у Бена. В джунглях его ждет обещанная Локком винтовка, он берёт Илану на мушку и объясняет, за что убил Джейкоба: он посвятил свою жизнь острову, пожертвовал жизнью дочери ради острова, а Джейкобу не было до этого дела. Илана отпускает его, но Бен решает остаться с ними.
Илана рассказывает, что выжившие (Хьюго, Сойер, Саид, Джек и Квоны) кандидаты на хранителя острова вместо Джейкоба, и, что Ричард знает, что им делать дальше, тот возражает и, сказав, что больше не будет слушать Джейкоба.
Бен находит в джунглях Сун без сознания (та убегала от Лже-Локка и ударилась об дерево) и приводит её в лагерь. Илана приносит динамит и подрывается на нем. Группа решает идти за динамитом к «Чёрной скале», чтобы взорвать самолёт и не дать Локку покинуть остров. Хёрли срывает операцию и подрывает корабль.
После взрыва Чёрной скалы Бен остается с Ричардом и Майлзом. Они добираются до Дхармавилля, находят взрывчатку и встречают Уидмора. Бен садиться на улице ждать Локка, когда тот появляется, Бен говорит, что у него за шкафом Уидмор. После разговора Уидмора с Локком, Бен убивает Уидмора.
Потом Бен и Локк приходят к колодцу за Дезмондом, но его там нет. Бен замечает Сойера, который следит за колодцем, Сойер отбирает винтовку Бена и уходит.
Локк предлагает Бену спастись с острова с Дезмондом на лодке. Локк, Бен и Дезмонд встречаются с группой Джека и вместе идут к бамбуковой роще, где Бен остаётся с Кейт, Хёрли и Сойером. Когда Локк, Джек и Дезмонд уходят, с Беном по рации связывается Майлз и просит поторопиться, если они хотят улететь. Когда Дезмонд вытаскивает пробку, и остров начинает сотрясаться, Бен спасает Хёрли от падающего дерева, и его самого придавливает этим деревом. Его вытаскивают Сойер и Хёрли. Бен даёт Сойеру рацию и говорит, что он остаётся на острове вместе с Джеком и Хёрли.
Джек делает новым защитником Хёрли, а после этого Бен с Хёрли спускают Джека к источнику. Когда свет вновь зажёгся, они вытаскивают Дезмонда. Хёрли понимает, что Джек погиб. Бен говорит, что надо отправить Дезмонда домой, Хёрли предлагает ему стать его помощником, и Бен с радостью соглашается.

## Преступления Бена
- Организовал побег Саида в 1977 году, уничтожил один фургон ДХАРМЫ.
- Похитил Алекс по приказу Уидмора.
- Помог истребить членов DHARMA Initiative при помощи отравляющего газа в ходе операции «Чистка».
- Лично убил своего отца.
- Скорее всего, организовал похищение хвостовиков и Уолта.
- Держал в плену Уолта.
- Держал в плену Джека, Кейт и Сойера.
- Держал в плену Энтони Купера.
- Спланировал похищение беременных.
- Выстрелил в Локка и оставил умирать.
- Отдал приказ Бакунину убить Бонни, Грету и Чарли.
- Пытался убить Шарлотту.
- Организовал убийство Мартина Кими.
- Косвенно виновен в смерти своей приёмной дочери Алекс.
- Виновен во взрыве корабля Кахана, где погибло неизвестное количество человек.
- Был заказчиком убийств, которые выполнял Саид.
- Убил Мэтью Аббадона.
- Убил Джона Локка, задушив его проводом.
- Выкрал тело Локка из похоронного бюро.
- Покушался на жизни Дезмонда и Пенни.
- Убил Цезаря.
- Нанёс два удара ножом Джейкобу в грудь, фактически убив его.
- Убил Чарльза Уидмора.

## Критика и отзывы
В 2016 году журнал «Rolling Stone» поместил Бена на первую позицию в своём списке «40 величайших телевизионных злодеев всех времён».